# Karviná
Karviná település Csehországban, a Karvinái járásban. Karviná Havířov, Horní Suchá, Dětmarovice, Doubrava, Chotěbuz, Petrovice u Karviné, Albrechtice, Orlová és Stonava településekkel határos. Lakosainak száma 49 724 fő (2024. január 1.).

## Népesség
A település lakosságának változását az alábbi diagram mutatja:
| Lakosok száma | 8900 | 16 305 | 35 748 | 36 172 | 78 334 | 65 141 | 54 413 | 52 824 | 49 881 | 49 724 |
|               | 1869 | 1890   | 1921   | 1950   | 1980   | 2001   | 2017   | 2019   | 2022   | 2024   |